# Río Moyja
Moyja es un río boliviano perteneciente a la cuenca del Amazonas, forma parte del curso alto del río Ichilo-Mamoré.

## Hidrografía
El río nace en la serranía de Racete, a una altura aproximada de 2.120 m, desde este punto el río discurre en dirección norte hasta la confluencia con el río Alto Ichilo, desde su nacimiento el río tiene una longitud de 62 kilómetros.